# Torre Mapfre (México)
La Torre Mapfre es un edificio ubicado en la avenida Paseo de la Reforma nº243, alcaldía Cuauhtémoc, en la Ciudad de México. Cuenta con 13 elevadores (ascensores), es uno de los edificios más modernos de la ciudad y el décimo edificio más alto de la avenida Paseo de la Reforma (2013). Su construcción comenzó en el año 2007, se vio detenida en el año 2009 a causa de la epidemia de gripe y de la crisis económica que azotó al mundo. A mediados del año 2010 la construcción se reanudó aumentando su altura de 117 metros a 124 metros. Además, el edificio que alberga las operaciones de la aseguradora Mapfre en México, contará con la certificación LEED otorgada por el US Green Building Council por ser amigable con el medio natural, convirtiéndolo en el segundo edificio en Latinoamérica tan solo después de la Torre HSBC en tener dicha certificación ambiental.

## La Forma
- Su altura es de 124 metros y tiene 27 pisos.

- El área total del rascacielos es: 61,500 m².

- La altura de piso a techo es de 3.66 m, su construcción incluye 16 niveles para oficinas con plantas sumamente eficientes de 1,667 metros cuadrados, gozando de luz natural en las cuatro fachadas debido a su presencia protagónica como único edificio de altura en la cuadra; además de ser un desarrollo arquitectónicamente vanguardista.

## Estructura e ingeniería antisísmica del edificio
- Dada la sismicidad de la Ciudad de México y que se encuentra en un terreno poco estable, el edificio cuenta con el siguiente aislamiento sísmico; 41 pilotes de concreto y acero de 1.40 metros de diámetro cada una las cuales penetraran a 51 metros superando el relleno pantanoso del antiguo lago de Texcoco. Además cuenta también con 4,187 metros cuadrados de paredes de muros de milán de 0.6 metros de ancho las cuales dan estabilidad y disiparán la energía devastadora de un movimiento telúrico, brindándole una óptima protección a la estructura. La cimentación estuvo a cargo de la empresa CIMESA.[1]

- La torre podría soportar en teoría un terremoto de 8.5 en la escala de Richter.

- Se le considera uno de los edificios más seguros de la ciudad junto con: Torre Mayor, Torre Ejecutiva Pemex, World Trade Center México, Torre Latinoamericana, Torre HSBC, Edificio Reforma Avantel, Torre Mexicana de Aviación, Torre Insignia y Torre Lomas.

## Detalles Importantes

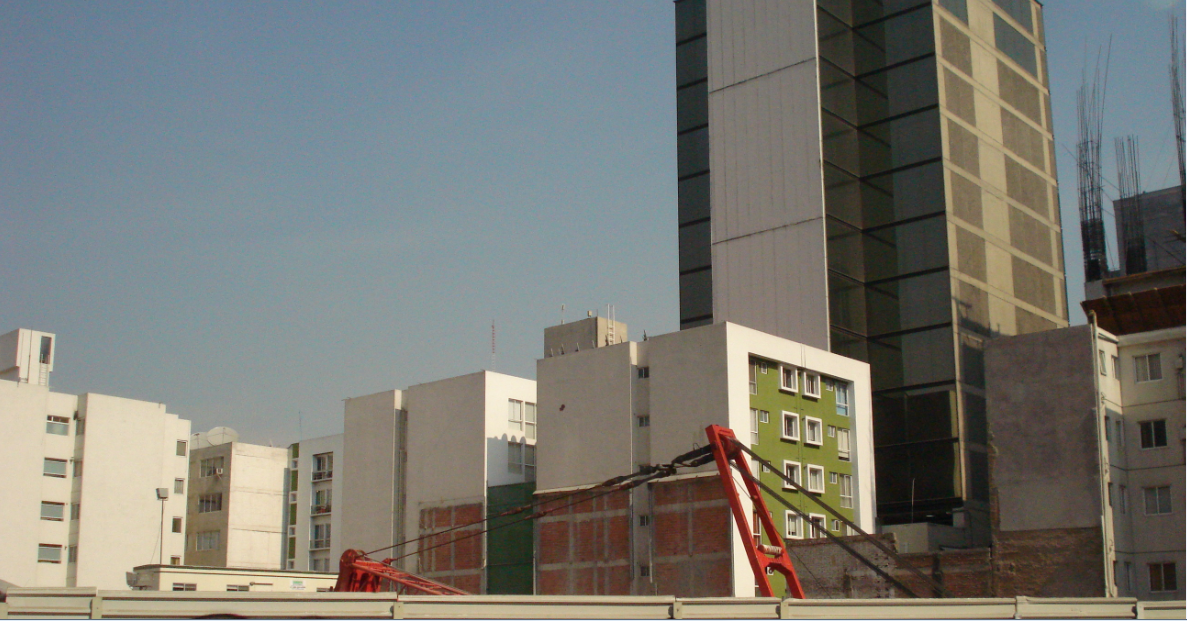
Predio de la Torre Mapfre en 2011.

- Su uso es exclusivamente de oficinas.

- Su construcción comenzó a mediados del 2007 y finalizó en el año 2013.

- Cuenta con 5 niveles subterráneos.

- Los materiales que se usaron para construir este edificio son: hormigón reforzado y vidrio.

- El área rentable del edificio es de 24 644 metros cuadrados y la apertura del complejo fue en el año 2013.

- Está localizada a lado del Edificio Centro Bursátil y a unos metros de Torre Prisma, Torre Contigo, Edificio Reforma 90, Torre del Caballito y Edificio El Moro.

- Antiguamente el espacio donde se construyó estaba ocupado por un edificio de 5 pisos que databa de la década de 1970.

- Cabe destacar que el Edificio Reforma 243 forma parte de una renovación arquitectónica del Paseo de la Reforma, que incluye al Edificio Reforma 222 Torre 1, Reforma 222 Centro Financiero, Torre Magenta, Torre Florencia, Torre HSBC, Torre Libertad y Edificio Reforma 90.

- Es considerado un "edificio inteligente", debido a que el sistema de luz es controlado por un sistema llamado B3, al igual que el de Torre Mayor, Torre Ejecutiva Pemex, World Trade Center México, Torre Altus, Arcos Bosques, Arcos Bosques Corporativo, Torre Latinoamericana, Edificio Reforma 222 Torre 1, Haus Santa Fe, Edificio Reforma Avantel, Residencial del Bosque 1, Residencial del Bosque 2, Torre del Caballito, Torre HSBC, Panorama Santa fe, City Santa Fe Torre Ámsterdam, Santa Fe Pads, St. Regis Hotel & Residences, Torre Lomas.[2]

## Inquilinos
Fuente: Google Maps
- Aeroméxico, oficinas corporativas
- Accendo Banco
- China Mobile International
- Embajada de Japón[3]
- Halliburton
- Jaguar Exploración y Producción de Hidrocarburos
- Banco Ve Por Más
- Beiersdorf
- Dow
- Hilco Global México, Hilco Acetec
- Gimnasio Sports World
- IOS Offices
- Keyence México
- Hertz
- Ken Palafox Company
- Reed Exhibitions

## Datos clave
- Altura- 124 metros.
- Espacio de oficinas - 61 500 metros cuadrados.
- Pisos- 5 niveles subterráneos de estacionamiento y 27 pisos.
- Condición: 	En Construcción.
- Altura:
  - En México: 2013: 44.º lugar, 2011: 67.º lugar
  - En Ciudad de México: 2013: 38.º lugar, 2011: 51.er lugar
  - En la Avenida el Paseo de la Reforma:2013: 10.º lugar